# Acid gama-hidroxibutiric
Acidul γ- sau gama-hidroxibutiric sau γ-hidroxibutanoic (abreviat GHB) este un compus organic natural de tip hidroxiacid care acționează ca neurotransmițător și drog psihoactiv. Este un precursor al GABA, glutamatului și al glicinei în anumite teritorii cerebrale. Acționează asupra receptorilor pentru GHB și este un agonist slab al receptorilor de subtipul GABAB. A fost utilizat ca anestezic general și în tratamentul cataplexiei, narcolepsiei și alcoolismului. Este utilizat și ilegal ca intoxicant, pentru a crește performanțele sportive, ca drog de viol și ca drog recreațional.